# Nawa Boker
Nawa Boker (hebr.: נאוה בוקר, ang.: Nava Boker, ur. 15 listopada 1970 w Izraelu) – izraelska dziennikarka i polityk, w latach 2015–2019 poseł do Knesetu.

## Życiorys
Urodziła się 15 listopada 1970 w Izraelu.
Ukończył studia z zakresu nauk społecznych i humanistycznych w college’u w Bet Berl oraz na Otwartym Uniwersytecie Izraela. Pracowała jako dziennikarka. Od 2015 przewodnicząca organizacji wspierającej służby ratownicze i pożarnicze.
W wyborach w 2015 zdobyła mandat poselski z listy Likudu. W dwudziestym Knesecie była zastępcą przewodniczącego, przewodniczyła podkomisji ds. służb ratowniczych i pożarniczych. Zasiadała w komisjach: organizacyjnej; spraw gospodarczych; finansów oraz spraw wewnętrznych i środowiska. W kwietniu 2019 utraciła miejsce w parlamencie.